# Gheorghe Chivorchian
Gheorghe Chivorchian (n. 26 iulie 1954, Bacău) este un fost fotbalist, în prezent președinte executiv la echipa  Juventus Bucuresti.  A mai ocupat aceeași funcție la echipele Ceahlăul Piatra Neamț., FCM Bacău și, între anii 2007-2011, FC Timișoara.